# ダオイネ・ドムハイン
「ダオイネ・ドムハイン」または「深きに棲まうもの」（原題：英: Daoine Domhain）は、イギリスの作家・ケルト学者ピーター・トレメインが1992年に発表した短編小説。クトゥルフ神話の一つ。

## 概要
アイルランドとサクソン人の両親の間に生まれたケルト史の権威、ピーター・ペレスフォード・エリスが、小説家名義で発表した短編作品。ケルト神話とクトゥルフ神話を融合して20世紀前期・後期の視点から描いたもの。原語タイトル『Daoine Domhain』はアイルランド語であり、英語だと『people,deep』のようになり、そのまま深きものどもという意味である。
1928年、アイルランド自由国時代の島を舞台としている。本作はラヴクラフトの『インスマスの影』の後日談という設定で、アメリカ当局の隠蔽作戦に関わった軍人が主人公であり、彼の手記を1991年に受け取った孫が読み進めていくという形式をとっている。また、本作ではインスマスが「イニシュ・マウス」と表現される箇所がある。
短編集『アイルランド幻想』の一編として発表されたほか、インスマス短編をまとめたアンソロジー『インスマス年代記』にも収録され、どちらも日本で翻訳されている。『アイルランド幻想』Aisling（アイルランド語：アシュリン。幻想の意味）収録の3編は最初はアイルランド語で、8編は最初から英語で著された。本作は後者である。
東雅夫は『クトゥルー神話事典』にて「ケルト学者と小説家のふたつの顔をもつ作者が、存分に造詣を傾けて成ったケルティック・クトゥルー神話小説。異教幻想の伝統を感じさせる重厚な味わいは比類がない」と解説している。また短編集の他作品についても「神話小説に近似したテイストの佳品が散見される」と解説している。
光文社文庫版のアイルランド語について訳者の甲斐萬里江は、発音監修者者達の名前を挙げた上で、必ずしも統一していないことを述べている。

## あらすじ
1919年に起こったアイルランド独立戦争は、そのままアイルランド内戦に移り、多くの犠牲者を出しつつ1923年に終結する。その戦争のさなか、とある島でイギリス軍の大尉が消息を絶つ。
1928年初頭、アメリカ海軍の士官ダニエル・ハケットの乗る軍艦が、演習という名目でインスマス沖の暗礁を爆破する（＝インスマスの影）。水兵たちの間では怪物の目撃譚もあり、実は怪物退治とも噂された。さらに作戦終了後には4週間もの長期休暇が与えられたことで、ダニエルは昔から行きたかった故郷アイルランドへと旅立つが、事情により家族はボストンに残る。彼はアイルランドコーク地方バルティモアを経由して、己の生誕地である沖合の小島イニシュ・ドリスコールへと渡る。島長のブレナン・オドリスコールは、ダニエルに小屋を提供する。そこへ、イギリス政府とアイルランド政府の調査員が行方不明の大尉を探しに島を訪れる。ダニエルは、この島は共和派に与していたので現政権の自由国政府を嫌っており、ダニエルの小屋は大尉の宿舎だったと知らされる。
ダニエルはブレナンとボートで釣りに出るも、<背曲がり岩>のあたりまで出たところで、日光や海の色がおかしいことに気づく。ブレナンはゲール語で呪文を唱えながらボートを戻し、尋ねるダニエルに「岩に近づきすぎた、渦に巻き込まれたら危険だ」などと答える。祈りの文言に現れるラッキーナンバーが7ではなく9であることを指摘すると、9が聖なる数字であると返答される。
ダニエルには彼らのゲール語での会話はわからないが、「デイニャ・ダウン」という言葉が頻出することに気づく。ある日、彼は海辺で英語を話す女児と出逢う。彼女は波風を見て「ディーニャ・ダウンが怒っている」と言い、海底に棲まうフォーモーリィの民間伝承を語る。後にダニエルはブレナンに少女のことを尋ねるが、島に英語が喋れる子供などいないと返答され、本土か別の島から来た子だろうと言われる。ダニエルは続けて<深きに棲まうもの>について尋ね、ブレナンは狼狽しつつ伝説の悪神達だと答える。
小屋で夕食を摂っていると、あの少女がやって来て「この島の者達は9年ごとに生贄を捧げている。ダニエルは生贄に選ばれたのだ」と警告して姿を消す。翌4月30日、ダニエルはブレナンに女児のことを再度問い詰め、ブレナンは「島の子ではなく放浪民の子だろう、今来ていたとは自分も知らなかった」と回答する。ダニエルは急に疎外感に包まれアメリカに戻りたくなり、船の便を尋ねるが、今日明日は祭りの日なので無いと答えられる。そこでダニエルは、大尉が消えた日が「9」年前の今日であることに気づく。
ダニエルは少女がシーナという名前の放浪民であることを突き止める。事情を聴いた母親は娘に透視の力があると言い、続いて早く逃げろと警告し自分達も急いで島を出る。ダニエルは「オドリスコール」がゲール語で<仲介者>という意味だということを思い出し、ブレナン・オドリスコールこそダニエルを深きに棲まうものに連れて行く仲介者なのだと察する。だが逃げようにも海を渡る手段がなく、孤立無援に死を悟り、小屋で手紙を書き、隠す。
時代は流れ、ボストンのダニエルの妻子も死去する。1991年4月30日、遺品整理をする孫のトムの許を、アイルランド人のキコール・オドリスコールが訪れる。キコールは、購入した家から古い手紙が出て来たと言い、住所をつきとめてアイルランドのバルティモアからアメリカのボストンまで来たと言う。トムは礼を返すために翌週再び会う約束をとりつける。手紙は祖父ダニエルの直筆で「愛するシーラへ。私はもうこの世にいないだろう。1928年4月30日」と書き出されていた。読み終えたトムは、祖父に何が起こったのかを推測する中で、1928＋「9」×7＝1991、手紙の日付が63年前の今日であることに気づく。さらにキコールとは邪神の名前だと察し、次の生贄として自分が狙われていることを悟る。トムは深淵の者たちの脅威について人類に警告を発すべく手記を記す。

## 主な登場人物
ボストン
ボストンはアイルランド系が多い。※ボストン#投資家の130年に渡る大航海
- ダニエル・ハケット - 祖父・主人公。アメリカ海軍軍人。3歳でアイルランドからアメリカに移住してきた。ゲール語は喋れない。1928年に故郷に行き消息を絶つ。
- シーラ・ハケット - 祖母。夫ダニエルを見送り、ボストンで帰りを待つが、夫が帰ってくることはなかった。1985年死去。
- ジョニー・ハケット - 父。ダニエル蒸発時は赤ん坊で、体調面に不安があり旅行には出られなかった。本編の3週間前に死去し、三代住んだ家屋を遺す。
- トム・ハケット - 語り手。新聞記者。自分を純粋のアメリカ人だと思っている。63年前の祖父の手紙を受け取る。
- キコール・オドリスコール - アイルランド人の貿易商で、ダニエルからの手紙を持ってボストンにいるトムに会いに行く。名は「キク・オール」と発音する。若い美男子だが、片目に眼帯をかけ、右肩が盛り上がっている。

アイルランド、イニシュ・ドリスコール
ドリスコール島。イニシュはゲール語で「島」。近隣を古くからオドリスコール氏族が支配し、1928年時点でも島民は全員オドリスコール姓を名乗り、ゲール語を話す。オドリスコールはゲール語で「仲介者」という意味。
- ブレナン・オドリスコール - 島長であると同時に、島で唯一英語を話せるため、ダニエルの案内人となる。正確な名は「ブローナーン」と綴り、ゲール語で「悲しみ」という意味だという。
- トマース・オドリスコール - 酒場の主。ブレナンとのゲール語の会話にて「デイニャ・ダウン」という語を頻用する。
- ファイファー大尉 - イギリス軍人。戦争中に島に駐屯していたが、行方不明になった。
- シーナ - 放浪民の女児。9歳ほど。英語を話す。透視の力がある。

## 魔物
神話が古代人の勢力争いにとどまらず、実は神族は本当に非人間だったのではないかと示唆している。
- ディーニャ・ダウン/ダオイネ・ドムハイン Daoine Domhain - ゲール語の呼称。<深きに棲まうもの>。9年ごとに生贄が捧げられる。
- フォーモーリィ（フォモール族） - 奇怪な姿をした、アイルランド太古の野蛮な神々。ダナーン神族に滅ぼされ、追放されたという。語源は<海底に棲まうもの>とされる。
- 深きものども Deep Ones - 英語の呼称。『インスマスの影』では生贄と引換に豊漁や黄金をもたらす神族として描かれている。本作においては、冒頭のインスマス事件への言及で暗示させるのみで、姿は見せない。ダオイネ・ドムハインやフォーモーリィも、直接は姿を現さない。そのため本作単独では魚人ビジュアルは出てこず、姿は不明となっている。
- ビーリャ - 死の神。5月1日の夏迎えの祭りを、篝火を燃やして祝うことから<ビーリャの火の祭り>と呼ぶ。[注 2][6]
- 邪眼のバラー（バロール） - フォーモーリィの一柱。人を睨み殺す、片目の死の神。
- モルク - フォーモーリィの王と、別の野蛮なる神族ファーボルグ（フィル・ヴォルグ）の女神との間に生まれた邪神。
- キコール - フォーモーリィの一柱。父は片目のゴル。母は戦争の女神ロットで、胸に巨大な口を、背に4つの目を備えた異形の女怪。
- デ・ダナーン - ダナーン神族。善なる神々。フォーモーリィを滅ぼした。

## 収録
- 光文社文庫『アイルランド幻想』「深きに棲まうもの」甲斐萬里江訳
- 学研M文庫『インスマス年代記 下』「ダオイネ・ドムハイン」大瀧啓裕訳